# 嘉義西堡
嘉義西堡，是台灣中南部自清治時期至日治初期的一個行政區劃，其範圍包括今嘉義縣的太保市東北部、水上鄉中部及嘉義市的大部分地區。
嘉義西堡北邊為牛稠溪堡、打貓南堡、打貓東下堡，東邊為大目根堡、嘉義東堡，南邊為下茄苳南堡、下茄苳北堡，西邊為鹿仔草堡、柴頭港堡、大槺榔西堡。

## 管轄街庄
嘉義西堡共轄21個街庄：
- 今太保市境內：水虞厝庄、過溝庄
- 今嘉義市境內：嘉義街、山仔頂庄、盧厝庄、紅毛埤庄、臺斗坑庄、後湖庄、埤仔頭庄、北社尾庄、竹圍仔庄、車店庄、下路頭庄、竹仔腳庄、湖仔內庄
- 今水上鄉境內：崎仔頭庄、水堀頭街、十一指厝庄、南靖庄、外溪洲庄、柳仔林庄